# 矢吹雄平
矢吹 雄平（やぶき ゆうへい、1964年5月22日 - 2013年9月29日）は、日本の経営学者。
専門は、地域マーケティング・公経営論。学位は、博士（経済学）（京都大学・論文博士・2011年）。日本地域学会学会賞受賞。岡山大学大学院社会文化科学研究科教授在任中に死去。

## 人物・経歴
広島県福山市生まれ。金光学園高等学校を経て、1987年一橋大学経済学部卒業。荒憲治郎ゼミ出身。大学卒業後は、旧通商産業省（現経済産業省）からも内定を得ていたが、地域の郵便局に魅力を感じ、旧郵政省（現総務省）に入省。
郵政省貯金局計画調査課、経済企画庁調査局内国調査第一課、郵政省大臣官房文書課審議室勤務ののち、1991年ボストン・コンサルティング・グループに入社。1995年慶應義塾大学大学院経営管理研究科修士課程修了、修士（経営学）。1996年同博士課程中退。大学院では、ボストン・コンサルティング・グループ・パートナーを務めていた内田和成の出身ゼミであったことから嶋口充輝に師事し、マーケティングを専攻。2011年『地域マーケティング論 : 地域経営の新地平』で京都大学より博士（経済学）の学位を取得。
地元福山市に戻り、1997年岡山商科大学商学部商学科専任講師に就任。同助教授を経て、2005年岡山大学経済学部助教授。同年生活経済学会全国大会一橋大学プログラム委員会委員を務める。専門はマーケティングと公経営論で、公務員経験等を踏まえ、地方公共団体の住民ニーズへの対応をマーケティング的手法で解決する研究等に取り組み、2011年には日本地域学会学会賞著作賞を受賞。2012年に岡山大学大学院社会文化科学研究科組織経営専攻教授に昇格するが、翌2013年逝去。享年49。

## 著書
- 『顧客ロイヤルティの時代』嶋口充輝,内田和成編（同文舘出版、2004年、共著）
- 『1からの戦略論』嶋口充輝,黒岩健一郎,内田和成編（碩学舎、2009 年、共著）
- 『地域マーケティング論 : 地域経営の新地平』（有斐閣、2010 年）